# Арай
Ара́й (каз. Арай) — село у складі Жетисайського району Туркестанської області Казахстану. Входить до складу сільського округу Жолдасбая Єралієва.
У радянські часи село називалось Октябр.
Населення — 1932 особи (2021; 2108 у 2009, 1688 у 1999, 1919 у 1989).